# C18H28O4
化学式C18H28O4（摩尔质量：308.418 g/mol）可能指：
- 二氢辣椒素酯（義大利語：Diidrocapsiato），CAS号：205687-03-2
- 甲基-6-姜辣素，CAS号：23513-10-2
- 癸酸香草酯，CAS号：291301-08-1
- 7-姜辣素，CAS号：748159-27-5
- 十二酸(5-甲酰基-2-呋喃基)甲酯，CAS号：1428770-85-7

|  | 这个同类索引页列出了具有相同分子式的化学物（即同分異構體）条目。 除非您是有意链接至本页，否则应将相应条目的内部链接指向正确的条目。 |